# Gimnazjum Akademickie w Elblągu
Gimnazjum Akademickie w Elblągu – protestancka humanistyczna szkoła szczebla średniego dla chłopców funkcjonująca w Elblągu w latach 1535–1772; pierwsza szkoła średnia założona na terenie Polski. 
Początkowo Gimnazjum mieściło się w budynku klasztornym zajmowanym uprzednio przez brygidki gdańskie, w 1599 roku szkoła otrzymała nowy gmach i funkcjonowała w nim aż do 1772 roku, kiedy to Elbląg dostał się pod panowanie Prus. W 1808 roku zlikwidowano na dachu szczyty facjat. Obecnie w budynku mieści się Muzeum Archeologiczno-Historyczne w Elblągu.
Za inicjatorów utworzenia Gimnazjum uważa się burmistrza elbląskiego Jakuba Alexwangena oraz Wilhelma van der Voldergrafta (Gnapheusa), który został pierwszym rektorem szkoły i wprowadzał w niej edukacyjne idee Filipa Melanchtona. Na przestrzeni wieków w Gimnazjum uczyli m.in. Jan Amos Komeński, Wilhelm Gnapheus, Petrus Dathenus, Joachim Pastorius, Jan Sprengel, Bruno Ehrlich.
Najświetniejszy okres działalności szkoły przypada na pierwsze lata po założeniu oraz za czasów rektora Jana Myliusa (1598–1629), kiedy to gimnazjum zyskało rangę gimnazjum akademickiego. Natomiast w okresie Oświecenia szkoła osiągnęła najwyższy poziom naukowy i dydaktyczny.
W 1961 roku budynek elbląskiego Gimnazjum wpisany został na listę zabytków nieruchomych (nr rej.: 187/N z 28.12.1961).